# Box (empresa)
Box, é uma empresa que realiza o compartilhamento de arquivos online e fornece o serviço de gerenciamento de conteúdo em nuvem pessoal para empresas. Fundada em 2005 e sediada em Los Altos (Califórnia). Box oferece às empresas uma plataforma de compartilhamento de conteúdo, seguro e escalável. Esta solução é adotada por empresas como a GE, a Schneider Electric e a Procter & Gamble

## História
Depois de começar como um projeto de negócio da faculdade em 2005 em Mercer Island (Washington) por Aaron Levie e Dylan Smith, Box foi oficialmente lançada em março de 2006 com a visão de conectar pessoas, dispositivos e redes. Box Fornece mais de 8 milhões de usuários com gerenciamento seguro de conteúdo em nuvem e colaboração. Um dos investidores é o bilionário Mark Cuban. Na primeira ronda de financiamento, a empresa arrecadou um milhão e meio de dólares através do capital de risco Draper Fisher Jurvetson em 2006.
Em 2009, a empresa recebeu o prêmio de Tecnologia Emergente no Vale do Silício na categoria de Computação em Nuvem e em 2010, foi listada como uma das empresas "mais quentes" do Vale do Silício, por Lead411. A empresa tornou-se pública em 23 de janeiro de 2015 com a oferta pública inicial de aproximadamente 1,7 bilhões de dólares.

## Modelo de Negócio
Box é uma rede de compartilhamento de arquivos. A empresa possui o direito legal sobre as informações demográficas dos clientes, vendas e tráfegos para seus parceiros e anunciantes. A empresa não possui o direito de dar, vender, alugar ou compartilhar as informações pessoais enviadas para seu site por seus clientes, apenas com o consentimento do cliente. Qualquer pessoa pode editar um conta com arquivos compartilhados, documentos de upload ou fotos para uma pasta de arquivo compartilhado, ou também fornecer direito a outros usuários para acessar os arquivos compartilhados.
Box possui quatro tipos de contas diferentes: Pessoal, Inicial, Empresa, Empreendimento. Dependendo do tipo de conta, a Box possui funcionalidades como armazenamento ilimitado, marca personalizada e controles administrativos. Outros sistemas como Dropbox, Salesforce, Sharepoint, NetSuite, aplicativos do Google, podem ser integrados com Box.
Existe uma versão móvel do serviço para dispositivos Android, iOS, Windows Phone, BlackBerry e WebOS.

## Aquisições
- Verold, adquirida pela Box em 15 de abril de 2015.[12]
- Subspace Inc, adquirida pela Box em 03 de março de 2015.[13]
- Airpost.io , adquirida pela Box em 20 de fevereiro de 2015.[14]
- MedXT, adquirida pela Box em 09 de outubro de 2014.[15]
- Streem, adquirida pela Box em 16 de junho de 2014.[16]
- dLoop, adquirida pela Box em 27 de novembro de 2013.[17]
- Folders, adquirida pela Box em 23 de maio de 2013.[18]
- Crocodoc, adquirida pela Box em 09 de maio de 2013.[19]
- Increo Solutions, adquirida pela Box em 01 de agosto de 2009.[20]

## Concorrentes
- OneDrive
- Dropbox
- Google Drive
- iCloud
- Infinit